# Saison 1 de Hawaii 5-0
Chronologie
Saison 2
Cet article présente le guide des épisodes de la première saison de la série télévisée Hawaii 5-0.

## Synopsis
Le commandant Steve McGarrett, de la Marine des États-Unis, se rend sur l'île d'Oahu dans l'archipel d'Hawaï, pour enquêter sur l'assassinat de son père. Sur place, la gouverneure de l'État le persuade de rester et de former une unité spéciale de police avec carte blanche pour appliquer ses propres règles et méthodes, afin de combattre le crime à Hawaï.
Il choisit pour équipiers :
- Danny Williams qui était détective pour le Service de Police d'Honolulu jusqu'alors, qui a récemment déménagée du New Jersey pour être plus proche de sa fille Grace.
- Chin Ho Kelly, un ancien policier du Service de Police d'Honolulu (HPD), collègue estimé du père de Steve, qui a été accusé à tort de corruption et démis de ses fonctions au sein du HPD,
- Kono Kalakaua, la cousine de Chin, ancienne surfeuse professionnelle, qui sort tout juste de l'école de police.

## Distribution

### Acteurs principaux
- Alex O'Loughlin (VF : Alexis Victor) : Lieutenant commander Steve McGarrett
- Scott Caan (VF : Jérôme Pauwels) : Lieutenant Daniel « Danny Danno » Williams
- Daniel Dae Kim (VF : Cédric Dumond) : Lieutenant Chin Ho Kelly
- Grace Park (VF : Marie-Ève Dufresne) : Officier Kono Kalakaua

### Acteurs récurrents
- Jean Smart (VF : Martine Meiraghe) : la Gouverneure Pat Jameson (épisodes 1, 5, 13 et 24)
- Will Yun Lee : Sang Min (épisodes 1, 8, 12 et 23)
- James Marsters : Victor Hesse (épisodes 1 et 12)
- Brian Yang : Charlie Fong (épisodes 22 et 24)
- Kelly Hu : Laura Hills (épisodes 7, 9 et 24)
- Teilor Grubbs (VF : Garance Pauwels) : Grace Williams  (épisodes 1, 2, 3, 8, 10, 12, 15, 16, 18, 23 et 24)
- Claire van der Boom : Rachel Edwards (épisodes 10, 16, 18, 23 et 24)
- Taylor Wily (VF : Pascal Vilmen) : Kamekona (13 épisodes)
- Masi Oka (VF : William Coryn) : Dr Max Bergman (épisodes 5, 11, 14 et 19)
- Larisa Oleynik : Jenna Kaye[1] (épisodes 19, 23 et 24)
- Mark Dacascos (VF : Jean-Philippe Puymartin) : Wo Fat (épisodes 12, 13, 19 et 24)
- Michelle Borth : Lieutenant Catherine « Cath » Rollins (épisodes 4, 5 et 15)

### Invités
- Norman Reedus : Anton Hesse (épisode 1)
- Peter Stormare : Drago Zankovic (épisode 2)
- Colin Ford : Evan Lowry (épisode 2)
- Martin Starr : Adam Charles (épisode 2)
- Kevin Sorbo : Carlton Bass (épisode 6)
- Josh Dallas : Ben Bass (épisode 6)
- Nadine Velazquez : Linda Leon (épisode 6)
- Kelly Hu : Laura Hills (épisode 6, 9 et 24)
- Mackenzie Foy : Lily Wilson (épisode 7)
- Adam Beach : Graham Wilson (épisode 7)
- Dichen Lachman : Amy Hanamoa (épisode 8)
- Jon Seda : Sergent Cage (épisode 8)
- Max Martini : Nick Taylor (épisode 9)
- Emmanuelle Vaugier : Erica Raines / Ashley (épisode 9)
- Bijou Phillips : Camille Townsend (épisode 10)
- Nasir Jones : Gordon Smith (épisode 10)
- Colin Egglesfield : Jordan Townsend (épisode 10)
- Peyton List : Erica Harris (épisode 11)
- Cary-Hiroyuki Tagawa : Hiro Noshimuri (épisode 13)
- Amanda Schull : Nicole Duncan (épisode 14)
- Joanna Levesque : Courtney Russel (épisode 15)
- Agnes Bruckner : Tanya (épisode 15)
- Joel David Moore : Sheldon Tunney (épisode 15)
- Mariana Klaveno : Julie Masters (épisode 16)
- Vanessa Minnillo : Susan (épisode 17)
- Nick Lachey : Tyler (épisode 17)
- Ray Wise : Morris Brown (épisode 17)
- Dane Cook : Matt Williams (épisode 18)
- Clyde Kusatsu : Juge Kamalei (épisode 18)
- Perrey Reeves : Anne Davis (épisode 19)
- James Kyson Lee : Sean Leung (épisode 20)
- Sean Combs : Reggie Cole (épisode 21)
- Selita Ebanks : Lisa Cole (épisode 21)
- Keith David : Jimmy Cannon (épisode 21)
- Rick Springfield : Renny Sinclair (épisode 22)
- Serinda Swan : Alana (épisode 22)
- Angela Lindvall : Jordan (épisode 22)
- Andrea Bowen : Amy / Pauline Lucero (épisode 22)

## Épisodes

### Épisode 1:Aloha
- États-Unis /  Canada : 20 septembre 2010 sur CBS / Global
- Suisse : 10 avril 2011 sur TSR1
- France : 23 avril 2011 sur M6
- Belgique : 5 décembre 2011 sur RTL-TVI
- Québec : 6 janvier 2012 sur Séries+[2]

- États-Unis : 14,2 millions de téléspectateurs[3] (première diffusion)
- Canada : 2,136 millions de téléspectateurs[4]
- France : 3,09 millions de téléspectateurs
- Belgique : 512 600 téléspectateurs (27,5 % de Pda)
- Québec : 547 000 téléspectateurs[5]

- Jean Smart (Governor Pat Jameson)
- James Marsters (Victor)
- Will Yun Lee (Sang Min)
- Norman Reedus (Anton Hesse)
- William Sadler (John McGarrett)
- Allison Chu (Chen Chi)
- Teilor Grubbs (Grace Williams)

### Épisode 2:Ohana
- États-Unis /  Canada : 27 septembre 2010 sur CBS / Global
- Suisse : 10 avril 2011 sur TSR1
- France : 23 avril 2011 sur M6
- Belgique : 5 décembre 2011 sur RTL-TVI
- Québec : 6 janvier 2012 sur Séries+

- États-Unis : 12,72 millions de téléspectateurs[6] (première diffusion)
- Canada : 1,784 million de téléspectateurs[7]
- France : 3,15 millions de téléspectateurs
- Belgique : 473 900 téléspectateurs (26,9 % de Pda)

- Jean Smart (Governor Pat Jameson)
- Peter Stormare (Drago Zankovic)
- Martin Starr (Adam “Toast” Charles)
- Teilor Grubbs (Grace Williams)
- Scott Cohen (Roland Lowry)
- Colin Ford (Evan Lowry)
- Ivana Milicevic (Natalie Reed/Nadia Lukovic)
- Ned Van Zandt (General Tom Nathanson)
- Jennifer Delaeo (Girl with Dreads)
- Brian Hirono (Asian Pilot)
- Paul Klink (Elevator Father)
- Berit Kawaguchi (Elevator Mother)
- Joshua Stankovits (Elevator Son)

### Épisode 3:Malama Ka Aina
- États-Unis /  Canada : 4 octobre 2010 sur CBS / Global
- Suisse : 17 avril 2011 sur TSR1
- France : 23 avril 2011 sur M6
- Belgique : 5 décembre 2011 sur RTL-TVI
- Québec : 13 janvier 2012 sur Séries+

- États-Unis : 12,24 millions de téléspectateurs[8] (première diffusion)
- Canada : 1,788 million de téléspectateurs[9]
- France : 3,04 millions de téléspectateurs
- Belgique : 412 200 téléspectateurs (28,8 % de Pda)

- James Russo (Frank Salvo)
- Max Casella (Joey)
- Michael Copon (Junior Satele)
- Faleolo Alailima (Tuinei)
- Sidney S. Liufau (Sid)

### Épisode 4:Lanakila
- États-Unis /  Canada : 11 octobre 2010 sur CBS / Global
- Suisse : 24 avril 2011 sur TSR1
- France : 30 avril 2011 sur M6
- Belgique : 12 décembre 2011 sur RTL-TVI
- Québec : 20 janvier 2012 sur Séries+

- États-Unis : 10,69 millions de téléspectateurs[10] (première diffusion)
- Canada : 1,54 million de téléspectateurs[11]
- France : 3,19 millions de téléspectateurs
- Belgique : 452 400 téléspectateurs (23,7 % de Pda)

- Balthazar Getty (Walton Dawkins)
- Maite Schwartz (Dana Thorpe)
- Kenneth Mitchell (Craig Ellers/Paul Stark)
- Taryn Manning (Mary Ann McGarrett)
- Michelle Borth (Catherine Rollins)
- Taylor Wily (Kamekona)
- D.L. Hughley (Skeet)

### Épisode 5:Nalowale
- États-Unis /  Canada : 18 octobre 2010 sur CBS / Global
- Suisse : 1er mai 2011 sur TSR1
- France : 30 avril 2011 sur M6
- Belgique : 12 décembre 2011 sur RTL-TVI
- Québec : 27 janvier 2012 sur Séries+

- États-Unis : 10,94 millions de téléspectateurs[12] (première diffusion)
- Canada : 1,508 million de téléspectateurs[13]
- France : 3,33 millions de téléspectateurs
- Belgique : 445 500 téléspectateurs (23,7 % de Pda)

- Taryn Manning (Mary Ann McGarrett)
- Jean Smart (Governor Pat Jameson)
- Masi Oka (M.E. Max Bergman)
- Wood Harris (Russell Ellison)
- Kyle Secor (Ambassador Michael Reeves)
- Patrick Gallagher (Carlos Bagoyo)
- Duke Kenney (Son)
- Daryl Bonilla (Paulo Bell)
- Robert Hansen (Bouncer)
- Michelle Borth (Catherine Rollins)
- Cyrus Legg (Jordan)
- Johnnie M. Purvis (Kang)
- Jacqueline McKenzie (Sarah Reeves)
- Jennifer Knight (Woman)
- Jacqueline Frederick (Robin Reeves)
- Marcus Briggans (K&R Agent)

### Épisode 6:Ko'olauloa
- États-Unis /  Canada : 25 octobre 2010 sur CBS / Global
- Suisse : 1er mai 2011 sur TSR1
- France : 30 avril 2011 sur M6
- Belgique : 12 décembre 2011 sur RTL-TVI
- Québec : 3 février 2012 sur Séries+

- États-Unis : 10,23 millions de téléspectateurs[14] (première diffusion)
- Canada : 1,552 million de téléspectateurs[15]
- France : 2,98 millions de téléspectateurs
- Belgique : 373 200 téléspectateurs (24,1 % de Pda)

- Josh Dallas (Ben Bass)
- Kevin Sorbo (Carlton Bass)
- Nadine Velazquez (Linda Leon)
- Tanoai Reed (Levi Parker)
- Shea Kauanui (Kaila)
- Mark Cunningham (IX) (Ian Adams)
- George Allen Gumapac (Diego Stone)
- Brian Keaulana (Himself)
- Aidan Laprete Powell (Aidan L. Powell)
- Butch Helemano (Priest)
- Walter S. Gaines (Randall Barrett)
- Eddie Kaulukukui (Surfer)
- Kala Alexander (Ka Wika)

Ian Adams, un surfeur, "père spirituel" de Kono, est assassiné sous ses yeux lors d'une compétition à laquelle ils participent tous deux. L'équipe s'emploie à retrouver le tireur, qu'elle soupçonne d'abord d'appartenir à une tribu de l'île. Il apparaît finalement, avec l'aide du chef de la tribu soupçonnée, qu'un proche de la victime est l'auteur du coup de feu.

### Épisode 7:Ho'apono
- États-Unis /  Canada : 1er novembre 2010 sur CBS / Global
- Suisse : 8 mai 2011 sur TSR1
- France : 7 mai 2011 sur M6
- Belgique : 19 décembre 2011 sur RTL-TVI
- Québec : 10 février 2012 sur Séries+

- États-Unis : 10,86 millions de téléspectateurs[16] (première diffusion)
- Canada : 1,563 million de téléspectateurs[17]
- France : 2,74 millions de téléspectateurs
- Belgique : 317 900 téléspectateurs (17,8 % de Pda)

- Kelly Hu (Laura Hills)
- Robert Loggia (Boatswain's Mate, Ed McKay, 1st Class)
- Adam Beach (Special Warfare Operator, 2nd Class)
- Mackenzie Foy (Lily Wilson)
- Taylor Wily (Kamekona)
- Louis Lombardi (Buddy)
- Massimo Galluzzo (Yegor Chubais)

### Épisode 8:Mana'o
- États-Unis /  Canada : 8 novembre 2010 sur CBS / Global
- Suisse : 8 mai 2011 sur TSR1
- France : 7 mai 2011 sur M6
- Belgique : 19 décembre 2011 sur RTL-TVI
- Québec : 17 février 2012 sur Séries+

- États-Unis : 10,23 millions de téléspectateurs[18] (première diffusion)
- Canada : 1,434 million de téléspectateurs[19]
- France : 2,86 millions de téléspectateurs
- Belgique : 281 900 téléspectateurs (22,4 % de Pda)

- Will Yun Lee (Sang Min)
- Dichen Lachman (Amy Hanamoa)
- Jonathan Seda (Sergeant Cage)
- Teilor Grubbs (Grace Williams)
- Taylor Wily (Kamekona)
- Jason Scott Lee (Detective Kaleo)
- Garret Sato (Detective Ahuna)
- Christian George (Emilio Ochoa)
- Hannah Cornett (Gatekeeper)
- Bronson Pinchot (Bastille)
- Jon Seda (Sergent Cage)

Le cadavre d'un officier de police du HPD, le Honolulu Police Departement, est découvert lors d'une soirée traditionnelle hawaïenne, à la place du porc grillé dans le four creusé dans la terre. Il apparaît vite que le policier carbonisé est l'ancien partenaire et ami du détective Danny Williams, et qu'il était l'objet d'une enquête pour suspicion de corruption par les affaires internes.

### Épisode 9:Po'ipu
- États-Unis /  Canada : 15 novembre 2010 sur CBS / Global
- Suisse : 15 mai 2011 sur TSR1
- France : 14 mai 2011 sur M6
- Belgique : 26 décembre 2011 sur RTL-TVI
- Québec : 24 février 2012 sur Séries+

- États-Unis : 10,34 millions de téléspectateurs[20] (première diffusion)
- Canada : 1,493 million de téléspectateurs[21]
- France : 2,78 millions de téléspectateurs
- Belgique : 279 100 téléspectateurs (14,8 % de Pda)

- Ethan Garrido (Laura Hills)
- Kellie Phyu (Mrs. Shan)
- Michael Adamshick (Tom Matthews)
- Kelly Hu (Laura Hills)
- Emmanuelle Vaugier (Erica Raines / Ashley)
- Tomomi Gianforti (Mya Pak)
- Max Martini (Nick Taylor)
- Ric Young (General Pak)
- Matt Corboy (David Atwater)
- Nelson Lee (Nae Shan)

### Épisode 10:Heihei
- États-Unis /  Canada : 22 novembre 2010 sur CBS / Global
- Suisse : 15 mai 2011 sur TSR1
- France : 14 mai 2011 sur M6
- Belgique : 26 décembre 2011 sur RTL-TVI
- Québec : 2 mars 2012 sur Séries+

- États-Unis : 12,34 millions de téléspectateurs[22] (première diffusion)
- Canada : 1,771 million de téléspectateurs[23]
- France : 2,78 millions de téléspectateurs
- Belgique : 245 300 téléspectateurs (17,8 % de Pda)

- Teilor Grubbs (Grace Williams)
- Bijou Phillips (Camille Townsend)
- Diane Ako (Meredith Michaels)
- Taylor Wily (Kamekona)
- Paul Eliopoulos (Aaron Rockwell)
- Tara Macken (Sabrina James)
- Claire Van Der Boom (Rachel)
- Jessie Graff (Kim Rockwell)
- Matt Baker (Seth James)
- Colin Egglesfield (Jordan Townsend)
- Nasir Jones (Gordon Smith)
- Blaine Kia (Leo Crane)
- Edwin H. Bravo (Kai Rollins)

### Épisode 11:Palekaiko
- États-Unis /  Canada : 6 décembre 2010 sur CBS / Global
- Suisse : 22 mai 2011 sur TSR1
- France : 21 mai 2011 sur M6
- Belgique : 2 janvier 2012 sur RTL-TVI
- Québec : 9 mars 2012 sur Séries+

- États-Unis : 10,51 millions de téléspectateurs[24] (première diffusion)
- Canada : 1,309 million de téléspectateurs[25]
- France : 2,41 millions de téléspectateurs
- Belgique : 379 500 téléspectateurs (21,4 % de Pda)

- Masi Oka (Dr Max Bergman)
- Joel Tobeck (Kurt Miller)
- Peyton List (Erica Harris)
- Rhys Coiro (Bradford Matinsky)
- Angie Degrazia (Kristen Clark)
- Sheila Kelley (Nancy Harris)
- Robert Parks-Valletta (Elliot Clark)
- Blake Lebenz (Lead Hunter)
- Swarup Tibby (Security Officer)
- Kasim Saul (Father)

### Épisode 12:Hana 'a'a Makehewa
- États-Unis /  Canada : 13 décembre 2010 sur CBS / Global
- Suisse : 22 mai 2011 sur TSR1
- France : 21 mai 2011 sur M6
- Belgique : 2 janvier 2012 sur RTL-TVI
- Québec : 16 mars 2012 sur Séries+

- États-Unis : 10,91 millions de téléspectateurs[26] (première diffusion)
- Canada : 1,264 million de téléspectateurs[27]
- France : 2,51 millions de téléspectateurs
- Belgique : 354 800 téléspectateurs (23,7 % de Pda)

- Teilor Grubbs (Grace Williams)
- Byron Ono (Bomb Squad Captain)
- Taylor Wily (Kamekona)
- Alexandra Tabas (Hooker)
- Dennis Chun (Sergeant Duke Lukela)
- James Marsters (Victor Hesse)
- Will Yun Lee (Sang Min)
- Marika Yamato (Old Lady)
- Mark Dacascos (Wo Fat)
- Leslie Bandong (Trent Agustin)
- Charles Tang Jr. (Kishimoto)

### Épisode 13:Ke Kinohi
- États-Unis /  Canada : 3 janvier 2011 sur CBS / Global
- Suisse : 29 mai 2011 sur TSR1
- France : 28 mai 2011 sur M6
- Belgique : 9 janvier 2012 sur RTL-TVI
- Québec : 23 mars 2012 sur Séries+

- États-Unis : 11 millions de téléspectateurs[28] (première diffusion)
- Canada : 1,37 million de téléspectateurs[29]
- France : 2,61 millions de téléspectateurs
- Belgique : 344 100 téléspectateurs (19,5 % de Pda)

- Taryn Manning (Mary Ann McGarrett)
- William Maeda (Koji Ishikawa)
- Jean Smart (Governor Pat Jameson)
- Michael Hsia (Takashi)
- Mark Dacascos (Wo Fat)
- Augie Tulba (Kekipi)
- Cary-Hiroyuki Tagawa (Hiro Noshimuri)
- Al Harrington (Mamo Kahike)

### Épisode 14:He Kane Hewa'ole
- États-Unis /  Canada : 17 janvier 2011 sur CBS / Global
- Suisse : 29 mai 2011 sur TSR1
- France : 28 mai 2011 sur M6
- Belgique : 9 janvier 2012 sur RTL-TVI
- Québec : 30 mars 2012 sur Séries+

- États-Unis : 10,83 millions de téléspectateurs[30] (première diffusion)
- Canada : 1,732 million de téléspectateurs[31]
- France : 2,8 millions de téléspectateurs
- Belgique : 316 200 téléspectateurs (22 % de Pda)

- Masi Oka (Dr Max Bergman)
- Reiko Aylesworth (Dr Malia Waincroft)
- Tzi Ma (Mr. Chi)
- Amanda Schull (Nicole Duncan / Erin Barrett)
- Greg Germann (Robert Rovin)
- Angelica Quinn (Rovin’s Assistant)
- Jordan Belfi (Spenser Owens)

### Épisode 15:Kai e'e
- États-Unis /  Canada : 23 janvier 2011 sur CBS / Global
- Suisse : 5 juin 2011 sur TSR1
- France : 4 juin 2011 sur M6
- Belgique : 15 janvier 2012 sur RTL-TVI
- Québec : 13 avril 2012 sur Séries+[Note 1]

- États-Unis : 19,34 millions de téléspectateurs[32] (première diffusion)
- Canada : 849 000 téléspectateurs[33]
- France : 2,78 millions de téléspectateurs
- Belgique : 417 900 téléspectateurs (23,5 % de Pda)

- Joel Moore (Sheldon Tunney)
- Joanna Levesque (Courtney Russell)
- Brian Goodman (Commander Sam Hale)
- Agnes Bruckner (Tanya)
- Al Harrington (Mamo Kahike)
- Michelle Borth (Catherine Rollins)
- John Sullivan (Dr Norman Russell)
- Dennis Chun (Sgt. Duke Lukela)
- Tamayo Perry (Spike/Harrison Dunphy)
- Taylor Wily (Kamekona)
- Teilor Grubbs (Grace Williams)

### Épisode 16:E Malama
- États-Unis /  Canada : 7 février 2011 sur CBS / Global
- Suisse : 5 juin 2011 sur TSR1
- France : 4 juin 2011 sur M6
- Belgique : 15 janvier 2012 sur RTL-TVI
- Québec : 6 avril 2012 sur Séries+[Note 1]

- États-Unis : 11,01 millions de téléspectateurs[35] (première diffusion)
- Canada : 1,612 million de téléspectateurs[36]
- France : 2,9 millions de téléspectateurs
- Belgique : 363 700 téléspectateurs (25,7 % de Pda)

- Teilor Grubbs (Grace Williams)
- Claire van der Boom (Rachel Edwards)
- David Brainard (U.S. Marshall Frank Moore)
- Mariana Klaveno (Julie Masters)
- Dennis Chun (Sgt. Duke Lukela)
- Barry W. Levy (Bruce Hoffman)
- Mark Deklin (Stan Edwards)
- Michaela McManus (D.A. Robertss)
- Michael Green (Brenner's Attorney)
- Robert Prescott (Aaron Brenner)

### Épisode 17:Powa Maka Moana
- États-Unis /  Canada : 14 février 2011 sur CBS / Global
- Suisse : 12 juin 2011 sur TSR1
- France : 11 juin 2011 sur M6
- Belgique : 23 janvier 2012 sur RTL-TVI
- Québec : 20 avril 2012 sur Séries+

- États-Unis : 10,73 millions de téléspectateurs[37] (première diffusion)
- Canada : 1,673 million de téléspectateurs[38]
- France : 3 millions de téléspectateurs
- Belgique : 332 000 téléspectateurs (21,7 % de Pda)

- Dennis Chun (Sgt. Duke Lukela)
- Ray Wise (Morris Brown)
- Vanessa Minnillo (Susan)
- J. Philip Koontz (Mr. Layton)
- Nick Lachey (Tyler)
- Branscombe Richmond (Saloni)
- Mimi E. Wisnosky (Mrs. Layton)
- Marc Raducci (Captain Chris)
- Stacy Edwards (Rebecca Brown)
- Billy Louviere (Bobby)
- Christian George (Pirate #1)
- Cody Gomes (Moku the Bartender)

### Épisode 18:Loa Aloha
- États-Unis /  Canada : 21 février 2011 sur CBS / Global
- Suisse : 12 juin 2011 sur TSR1
- France : 11 juin 2011 sur M6
- Belgique : 23 janvier 2012 sur RTL-TVI
- Québec : 27 avril 2012 sur Séries+

- États-Unis : 10,45 millions de téléspectateurs[39] (première diffusion)
- Canada : 1,422 million de téléspectateurs[40]
- France : 3,09 millions de téléspectateurs
- Belgique : 263 400 téléspectateurs (25 % de Pda)

- Boni Yanagisawa (Katie Kamalei)
- Troy Garity (Agent Edward Kipton)
- Brooke Alexander (Diana Meachum)
- Clyde Kusatsu (Judge Kamalei)
- Debrah Farentino (Elizabeth Roan)
- Dezmond Gilla (Pedro Fuentes)
- Dane Cook (Matt Williams)
- Eric Nemoto (DPA James Chen)
- Matthew Hirokane (Kyle Chen)
- Oliver Krstic (Brian Meachum)
- Teilor Grubbs (Grace Williams)

### Épisode 19:Ne Me'e Laua Na Paio
- États-Unis /  Canada : 21 mars 2011 sur CBS / Global
- Suisse : 19 juin 2011 sur TSR1
- France : 18 juin 2011 sur M6
- Belgique : janvier 2012 sur RTL-TVI
- Québec : 4 mai 2012 sur Séries+

- États-Unis : 10,01 millions de téléspectateurs[41] (première diffusion)
- Canada : 1,413 million de téléspectateurs[42]
- France : 2,96 millions de téléspectateurs

- Mark Dacascos (Wo Fat)
- Masi Oka (Dr Max Bergman)
- Larisa Oleynik (Jenna Kaye)
- Perrey Reeves (Anne Davis)

### Épisode 20:Ma Ke Kahakai
- États-Unis /  Canada : 11 avril 2011 sur CBS / Global
- Suisse : 19 juin 2011 sur TSR1
- France : 18 juin 2011 sur M6
- Belgique : janvier 2012 sur RTL-TVI
- Québec : 11 mai 2012 sur Séries+

- États-Unis : 9,54 millions de téléspectateurs[43] (première diffusion)
- Canada : 1,579 million de téléspectateurs[44]
- France : 3,09 millions de téléspectateurs

- Taylor Wily (Kamekona)
- Elizabeth Sung (Aunt Mele)
- Margaret Jones (Actrice)
- Evan Jones (Serpent/Sal Groves)
- Joji Yoshida (Jack Leung)
- Danielle De Luca (Sean Leung)
- Sab Shimono (Uncle Keako)
- Wayne Duvall (Donald Rutherford)

### Épisode 21:Ho'opa'i
- États-Unis /  Canada : 18 avril 2011 sur CBS / Global
- Suisse : 26 juin 2011 sur TSR1
- France : 25 juin 2011 sur M6
- Belgique : février 2012 sur RTL-TVI
- Québec : 18 mai 2012 sur Séries+

- États-Unis : 14,4 millions de téléspectateurs[45] (première diffusion)
- Canada : 1,517 million de téléspectateurs[46]
- France : 2,69 millions de téléspectateurs
- Québec : 430 000 téléspectateurs[47]

- Sean Combs (Reggie Cole)
- Keith David (Jimmy Cannon)
- Kwesi Boakye (Kevin Cole)
- Selita Ebanks (Lisa Cole)
- Cara Buono (Agent Allison Marsh)
- Aaron Madriaga (Young HPD Officer)
- Hurshae Summons (Richard Cannon)
- Nicholas Gianforti (Agent Art Newman)
- Ramon Bennett (Head Bodyguard)
- Taylor Wily (Kamekona)
- Thayr Harris (Cop)
- Zero Kazama (Nelson Lee)

L'épouse d'un agent du FBI sous couverture est assassinée lors d'un assaut nocturne donné par un commando de ce qui apparait être des membres du crime organisé new-yorkais. Son mari, venu sur l'île pour continuer son travail avec le patron de l'organisation dans laquelle il est infiltré, et ayant retrouvé sa famille sous protection, se trouve sur la plage au début de l'assaut, puis est blessé durant l'échange de coups de feu. Il réussit néanmoins à cacher son fils qu'il n'avait pas revu depuis longtemps, à ouvrir le feu sur le véhicule des assaillants et les contraint à la fuite. Lorsque l'unité 5-0 arrive sur les lieux, elle les trouvent, lui et son fils.

### Épisode 22:Ho'ohuli Na'au
- États-Unis /  Canada : 2 mai 2011 sur CBS / Global[Note 2]
- Suisse : 26 juin 2011 sur TSR1
- France : 25 juin 2011 sur M6
- Belgique : février 2012 sur RTL-TVI
- Québec : 18 mai 2012 sur Séries+[Note 3]

- États-Unis : 9,83 millions de téléspectateurs[48] (première diffusion)
- France : 2,98 millions de téléspectateurs

- Andrea Bowen (Amy)
- Angela Lindvall (Jordan)
- Rick Springfield (Renny Sinclair)
- Sab Shimono (Uncle Keako)
- Serinda Swan (Alana)
- Brian Yang (Charlie Fong)
- Andy Trask (Andy Trask)
- Camryn Turner (Suzie)
- Joe Bucaro (Collector #1)
- Kala Alexander (Kawika)
- Melanie Lewis (Kelly Hsu)
- Taylor Wily (Kamekona)
- Andrew Grant (Model Scout)

Un photographe renommé est brûlé vif dans l'incendie criminel de sa caravane après une séance de photographie. Il avait prévu de s'engager dans une nouvelle vie avec une des mannequins du shooting qui est enceinte de lui. L'enquête se tourne d'abord vers la jalousie des autres modèles, mais l'unité finit par découvrir que le photographe cherchait à nouer des liens avec sa fille, qui s'avère faire partie de son personnel, mais qu'il n'a jamais connue et dont il ignorait l'existence jusqu'alors.

### Épisode 23:Ua Hiki Mai Kapalena Pau
- États-Unis /  Canada : 9 mai 2011 sur CBS / Global
- Suisse : 3 juillet 2011 sur TSR1
- France : 2 juillet 2011 sur M6
- Belgique : février 2012 sur RTL-TVI
- Québec : 25 mai 2012 sur Séries+

- États-Unis : 9,45 millions de téléspectateurs[49] (première diffusion)
- Canada : 1,282 million de téléspectateurs[50]
- France : 2,5 millions de téléspectateurs

- Claire Van Der Boom (Rachel Edwards)
- Larisa Oleynik (Jenna Kaye)
- Will Yun Lee (Sang Min)
- James Remar (Elliott Connor)
- Bre Blair (Chloe Valentine)
- Kelvin Yu (Gabriel Delgado)
- Taylor Wily (Kamekona)
- Chris Magpoc (ER Doctor)
- Duane Char (Chairman David Akahoshi)
- Eileen Fairbanks (Sheila Fallon)
- Teilor Grubbs (Grace Williams)

### Épisode 24:Oia'i'o
- États-Unis /  Canada : 16 mai 2011 sur CBS / Global
- Suisse : 3 juillet 2011 sur TSR1
- France : 2 juillet 2011 sur M6
- Belgique : février 2012 sur RTL-TVI
- Québec : 25 mai 2012 sur Séries+[Note 4]

- États-Unis : 10,41 millions de téléspectateurs[51] (première diffusion)
- Canada : 1,659 million de téléspectateurs[52]
- France : 2,69 millions de téléspectateurs

- Mark Dacascos (Wo Fat)
- Jon Sakata (HPD Officer)
- Val Lauren (Dale O'Reilly)
- Claire Van Der Boom (Rachel Edwards)
- Garret Sato (Detective Ahuna)
- Kelvin Han Yee (Chief of Police Mahaka)
- Dennis Chun (Sgt. Duke Lukela)
- Larisa Oleynik (Jenna Kaye)
- Brian Yang (Charlie Fong)
- Taylor Wily (Kamekona)
- Teilor Grubbs (Grace Williams)
- Jean Smart (Gouverneure Pat Jameson)
- Kelly Hu (Laura Hills)

Chin est blanchi dans l'histoire de l'argent volé et le HPD lui propose de revenir en tant que lieutenant dans leur équipe. Il refuse, expliquant qu'il se sent bien dans l'unité 5-0.
Dans le même temps, Laura Hills est victime de l'explosion de sa voiture. Pour tout le monde, le meurtrier est Wo Fat, jusqu'à ce que Steve soupçonne que les objets de son père qui avaient été volés se trouvent dans le bureau du gouverneur, à la suite de la perquisition du domicile de Laura Hills et de l'interrogatoire du gouverneur mené avec Danny sur l'explosion. Steve décide de confondre le gouverneur et obtenir des aveux sur le meurtre de son père, mais un mandat est déposé contre lui. Tout le HPD se met à sa recherche. Il atteint le bureau du gouverneur, puis après une longue discussion qu'il tente d'enregistrer, il est étourdi par Wo Fat. Celui-ci abat le gouverneur et s'enfuit.

## Audiences aux États-Unis
| Numéro épisode | Titre original           | Titre américain       | Chaîne | Date de diffusion originale (2010-2011) | Audiences (en téléspectateurs) |
| -------------- | ------------------------ | --------------------- | ------ | --------------------------------------- | ------------------------------ |
| 1              | Aloha                    | Pilot                 | CBS    | Lundi 20 septembre 2010                 | 14 199 000                     |
| 2              | Ohana                    | Family                | CBS    | Lundi 27 septembre 2010                 | 12 724 000                     |
| 3              | Malama Ka Aina           | Respect The Land      | CBS    | Lundi 4 octobre 2010                    | 12 242 000                     |
| 4              | Lanakila                 | Victory               | CBS    | Lundi 11 octobre 2010                   | 10 699 000                     |
| 5              | Nalowale                 | Forgotten/Missing     | CBS    | Lundi 18 octobre 2010                   | 10 944 000                     |
| 6              | ko'olauloa               | North Shore of Oʻahu  | CBS    | Lundi 25 octobre 2010                   | 10 231 000                     |
| 7              | Ho’Apono                 | Accept                | CBS    | Lundi 1er novembre 2010                 | 10 857 000                     |
| 8              | Mana’O                   | Belief                | CBS    | Lundi 8 novembre 2010                   | 10 228 000                     |
| 9              | Po'ipu                   | The Siege             | CBS    | Lundi 15 novembre 2010                  | 10 342 000                     |
| 10             | Heihei                   | Race                  | CBS    | Lundi 22 novembre 2010                  | 12 342 000                     |
| 11             | Palekaiko                | Paradise              | CBS    | Lundi 6 décembre 2010                   | 10 512 000                     |
| 12             | Hana 'a'a Makehewa       | Desperate Measures    | CBS    | Lundi 13 décembre 2010                  | 10 912 000                     |
| 13             | Ke Kinohi                | The Beginning         | CBS    | Lundi 3 janvier 2011                    | 11 000 000                     |
| 14             | He Kane Hewa'ole         | An Innocent Man       | CBS    | Lundi 17 janvier 2011                   | 10 834 000                     |
| 15             | Kai e’e                  | Tidal Wave            | CBS    | Dimanche 23 janvier 2011                | 19 335 000                     |
| 16             | E Malama                 | To Protect            | CBS    | Lundi 7 février 2011                    | 11 013 000                     |
| 17             | Powa Maka Moana          | Pirate                | CBS    | Lundi 14 février 2011                   | 10 727 000                     |
| 18             | Loa Aloha                | The Long Goodbye      | CBS    | Lundi 21 février 2011                   | 10 448 000                     |
| 19             | Ne Me'e Laua Na Paio     | Heroes and Villains   | CBS    | Lundi 21 mars 2011                      | 10 013 000                     |
| 20             | Ma Ke Kahakai            | Shore                 | CBS    | Lundi 11 avril 2011                     | 9 541 000                      |
| 21             | Ho'opa'i                 | Revenge               | CBS    | Lundi 18 avril 2011                     | 11 438 000                     |
| 22             | Ho'ohuli Na'au           | Close to Heart        | CBS    | Lundi 2 mai 2011                        | 9 834 000                      |
| 23             | Ua Hiki mai Kapalena Pau | Until the End is Near | CBS    | Lundi 9 mai 2011                        | 9 445 000                      |
| 24             | Oia’i'o                  | Truth                 | CBS    | Lundi 16 mai 2011                       | 10 410 000                     |

- La moyenne de cette saison est de 11,261 millions de téléspectateurs.

## Cotes d'écoute au Canada anglophone

### Portrait global
- Note: les cotes d'écoute du 22e épisode ne sont pas disponibles.
- La moyenne de cette saison est d'environ 1,56 million de téléspectateurs[Note 5].

### Données détaillées
| Numéro épisode | Titre original           | Titre anglophone      | Diffuseur | Date de diffusion originale (2010-2011) | Heure               | Cotes d'écoute (en téléspectateurs) | Classement soirée | Classement semaine |
| -------------- | ------------------------ | --------------------- | --------- | --------------------------------------- | ------------------- | ----------------------------------- | ----------------- | ------------------ |
| 1              | Aloha                    | Pilot                 | Global    | Lundi 20 septembre 2010                 | 22h00 HE / HP       | 2 136 000                           | 3                 | 11                 |
| 2              | Ohana                    | Family                | Global    | Lundi 27 septembre 2010                 | 22h00 HE / HP       | 1 784 000                           | 4                 | 18                 |
| 3              | Malama Ka Aina           | Respect The Land      | Global    | Lundi 4 octobre 2010                    | 22h00 HE / HP       | 1 788 000                           | 4                 | 15                 |
| 4              | Lanakila                 | Victory               | Global    | Lundi 11 octobre 2010                   | 22h00 HE / HP       | 1 540 000                           | 4                 | 20                 |
| 5              | Nalowale                 | Forgotten/Missing     | Global    | Lundi 18 octobre 2010                   | 22h00 HE / HP       | 1 508 000                           | 5                 | 21                 |
| 6              | ko'olauloa               | North Shore of O’ahu  | Global    | Lundi 25 octobre 2010                   | 22h00 HE / HP       | 1 552 000                           | 3                 | 19                 |
| 7              | Ho’Apono                 | Accept                | Global    | Lundi 1er novembre 2010                 | 22h00 HE / HP       | 1 563 000                           | 4                 | 21                 |
| 8              | Mana’O                   | Belief                | Global    | Lundi 8 novembre 2010                   | 22h00 HE / HP       | 1 434 000                           | 5                 | 24                 |
| 9              | Po'ipu                   | The Siege             | Global    | Lundi 15 novembre 2010                  | 22h00 HE / HP       | 1 493 000                           | 6                 | 27                 |
| 10             | Heihei                   | Race                  | Global    | Lundi 22 novembre 2010                  | 22h00 HE / HP       | 1 771 000                           | 3                 | 13                 |
| 11             | Palekaiko                | Paradise              | Global    | Lundi 6 décembre 2010                   | 22h00 HE / HP       | 1 309 000                           | 6                 | 24                 |
| 12             | Hana 'a'a Makehewa       | Desperate Measures    | Global    | Lundi 13 décembre 2010                  | 22h00 HE / HP       | 1 264 000                           | 6                 | 18                 |
| 13             | Ke Kinohi                | The Beginning         | Global    | Lundi 3 janvier 2011                    | 22h00 HE / HP       | 1 370 000                           | 6                 | 16                 |
| 14             | He Kane Hewa'ole         | An Innocent Man       | Global    | Lundi 17 janvier 2011                   | 22h00 HE / HP       | 1 732 000                           | 4                 | 14                 |
| 15             | Kai e’e                  | Tidal Wave            | Global    | Dimanche 23 janvier 2011                | 22h00 HE / HP       | 849 000                             | N/D               | N/D                |
| 16             | E Malama                 | To Protect            | Global    | Lundi 7 février 2011                    | 22h00 HE / HP       | 1 612 000                           | 5                 | 18                 |
| 17             | Powa Maka Moana          | Pirate                | Global    | Lundi 14 février 2011                   | 22h00 HE / HP       | 1 673 000                           | 6                 | 21                 |
| 18             | Loa Aloha                | The Long Goodbye      | Global    | Lundi 21 février 2011                   | 22h00 HE / HP       | 1 422 000                           | 7                 | 24                 |
| 19             | Ne Me'e Laua Na Paio     | Heroes and Villains   | Global    | Lundi 21 mars 2011                      | 22h00 HE / HP       | 1 413 000                           | 6                 | 17                 |
| 20             | Ma Ke Kahakai            | Shore                 | Global    | Lundi 11 avril 2011                     | 22h00 HE / HP       | 1 579 000                           | 4                 | 15                 |
| 21             | Ho'opa'i                 | Revenge               | Global    | Lundi 18 avril 2011                     | 22h00 HE / HP       | 1 517 000                           | 4                 | 11                 |
| 22             | Ho'ohuli Na'au           | Close to Heart        | Global    | Lundi 2 mai 2011                        | 19h00 HE / 22h00 HP | N/D                                 | N/D               | N/D                |
| 23             | Ua Hiki mai Kapalena Pau | Until the End is Near | Global    | Lundi 9 mai 2011                        | 22h00 HE / HP       | 1 282 000                           | 8                 | 28                 |
| 24             | Oia’i'o                  | Truth                 | Global    | Lundi 16 mai 2011                       | 22h00 HE / HP       | 1 659 000                           | 4                 | 12                 |

## Audiences en France
| No épisode | Épisode (titre original = titre français) (Traduction en français entre parenthèses) | Chaîne | Date de diffusion originale (2011) | Audiences (en téléspectateurs) | Part d'audiences globales (M = Moyenne de la soirée) |
| ---------- | ------------------------------------------------------------------------------------ | ------ | ---------------------------------- | ------------------------------ | ---------------------------------------------------- |
| 1          | Aloha (Bonjour)                                                                      | M6     | Samedi 23 avril à 20h50            | 3 092 000                      | 15,1 %                                               |
| 2          | Ohana (Famille)                                                                      | M6     | Samedi 23 avril à 21h35            | 3 150 000                      | 15,4 %                                               |
| 3          | Malama Ka Aina (Respecte la terre)                                                   | M6     | Samedi 23 avril à 22h25            | 3 040 000                      | 16,3 %                                               |
| 4          | Lanakila (Victoire)                                                                  | M6     | Samedi 30 avril à 20h40            | 3 190 000                      | 15,3 %                                               |
| 5          | Nalowale (Perdu/Disparu)                                                             | M6     | Samedi 30 avril à 21h35            | 3 330 000                      | 15,6 %                                               |
| 6          | ko'olauloa (Rive-Nord de O'ahu)                                                      | M6     | Samedi 30 avril à 22h25            | 2 980 000                      | 17,2 %                                               |
| 7          | Ho’Apono (Accepter)                                                                  | M6     | Samedi 7 mai à 20h40               | 2 740 000                      | 13,1 %                                               |
| 8          | Mana’O (Croyance)                                                                    | M6     | Samedi 7 mai à 21h25               | 2 860 000                      | 13,5 %                                               |
| 9          | Po'ipu (Le siège)                                                                    | M6     | Samedi 14 mai à 20h45              | 2 779 000                      | 12,1 %                                               |
| 10         | Heihei (Course)                                                                      | M6     | Samedi 14 mai à 21h35              | 2 779 000                      | 12,1 %                                               |
| 11         | Palekaiko (Paradis)                                                                  | M6     | Samedi 21 mai à 20h45              | 2 413 000                      | 12 %                                                 |
| 12         | Hana 'a'a Makehewa (Mesures désespérés)                                              | M6     | Samedi 21 mai à 21h35              | 2 510 000                      | 12,3 %                                               |
| 13         | Ke Kinohi (Le commencement)                                                          | M6     | Samedi 28 mai à 20h45              | 2 610 000                      | 12,1 %                                               |
| 14         | He Kane Hewa'ole (Un homme innocent)                                                 | M6     | Samedi 28 mai à 21h35              | 2 800 000                      | 12,8 %                                               |
| 15         | Kai e’e (Raz de marée)                                                               | M6     | Samedi 4 juin à 20h45              | 2 780 000                      | 13,1 %                                               |
| 16         | E Malama (Protéger)                                                                  | M6     | Samedi 4 juin 21h35                | 2 900 000                      | 13,6 %                                               |
| 17         | Powa Maka Moana (Pirate)                                                             | M6     | Samedi 11 juin à 20h45             | 3 000 000                      | 15,2 %                                               |
| 18         | Loa Aloha (Le long au revoir)                                                        | M6     | Samedi 11 juin à 21h35             | 3 090 000                      | 15,5 %                                               |
| 19         | Ne Me'e Laua Na Paio (Héros et vilains)                                              | M6     | Samedi 18 juin à 20h45             | 2 960 000                      | 14,4 %                                               |
| 20         | Ma Ke Kahakai (Rivage)                                                               | M6     | Samedi 18 juin à 21h35             | 3 090 000                      | 15,1 %                                               |
| 21         | Ho'opa'i (Revanche)                                                                  | M6     | Samedi 25 juin à 20h45             | 2 690 000                      | 14,7 %                                               |
| 22         | Ho'ohuli Na'au (Près du cœur)                                                        | M6     | Samedi 25 juin à 21h35             | 2 980 000                      | 15,8 %                                               |
| 23         | Ua Hiki mai Kapalena Pau (Jusqu'à ce que la fin soit proche)                         | M6     | Samedi 2 juillet à 20h45           | 2 500 000                      | 13,3 %                                               |
| 24         | Oia’i'o (Vérité)                                                                     | M6     | Samedi 2 juillet à 21h35           | 2 690 000                      | 14,3 %                                               |

- La moyenne de cette saison est de 2,873 millions de téléspectateurs.